# Михаил I Асень
Михаи́л I А́сень  (болг. Михаил II Асен; ок. 1238—1256) — болгарский царь в 1246—1256. Сын Ивана Асеня II от его третьего брака. Часто именуется как Михаил Асень (без указания номера). В болгарской историографии называется как Михаил II Асень.

## Биография
Вступление Михаила Асеня на престол подготовила его мать Ирина Комнина, принявшая участие в заговоре против малолетнего царя Коломана I Асеня. Ввиду малолетства Михаила страной управлял регентский совет во главе с Ириной Комниной и царским шурином севастократором Петром.
В 1246 году Иоанн III Дука Ватац, никейский император, решил воспользоваться малолетством Михаила Асеня и напал на болгарские земли. Ему удалось захватить крупные города Вельбажд, Мелник, Скопье, Сяр, Бат и ряд других. По положениям заключенного в Тырново в 1247 году мира Болгария потеряла около трети своей территории. Одновременно венгры захватили болгарские земли близ Белграда и Браничево, после чего венгерский правитель добавил к своему титулу формулировку «Король Болгарии».

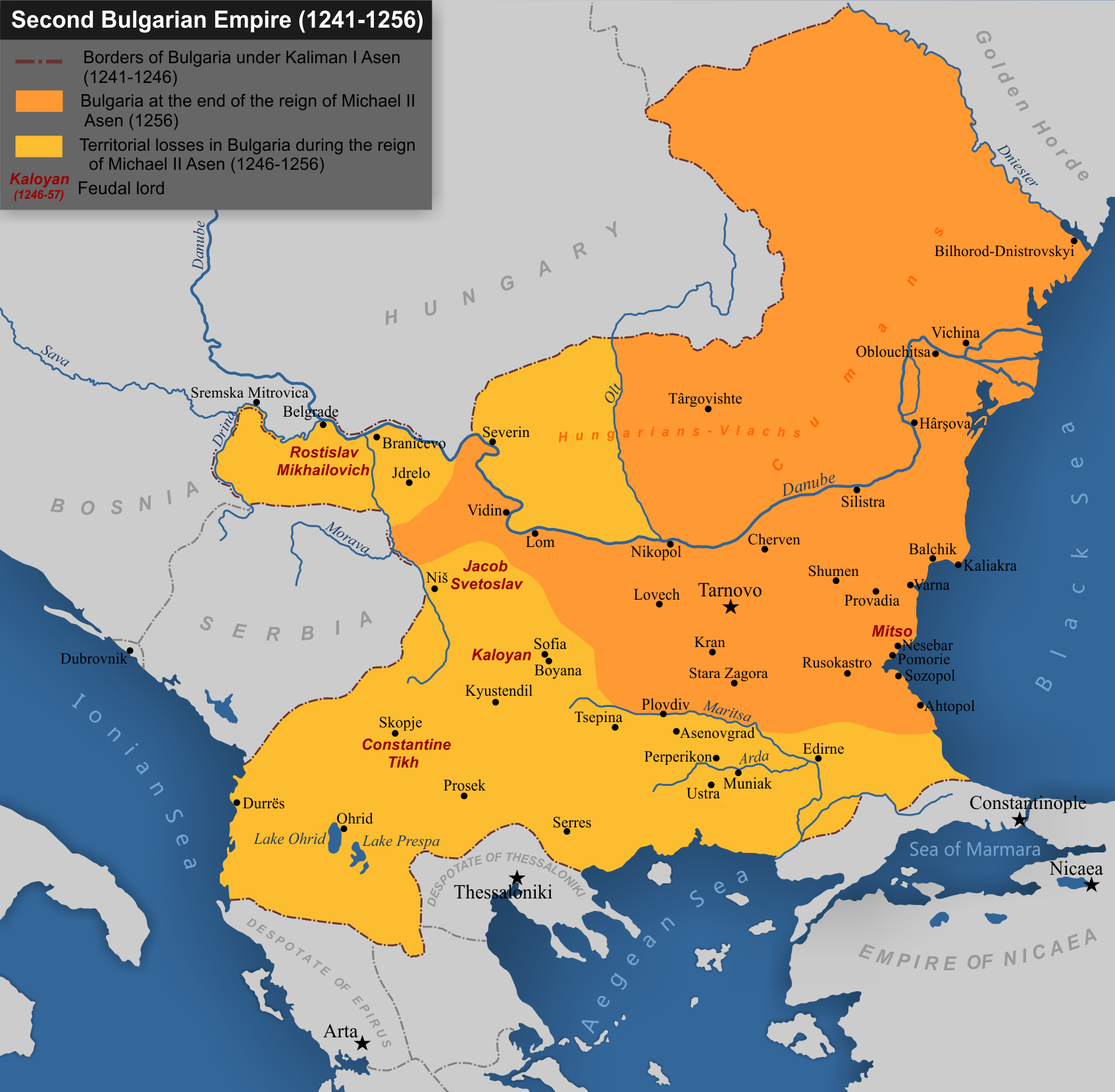
Второе Болгарское царство (1241—1256)

В июне 1253 года Михаил Асен II заключил союз с Республикой Дубровник, направленный против сербского короля Стефана Уроша I. В соответствии с условиями соглашения, в случае поражения Сербии в войне с союзниками её территории следовало поделить между победителями. В 1253 году болгарские войска вторглись в Сербию, но вскоре были вынуждены отступить. Неудача в войне была во многом обусловлена смертью в 1254 году королевы-матери Ирины Комниной и последовавшим ослаблением позиций Михаила у власти.
В 1254 году Михаил Асень перешел в контрнаступление против внешних врагов. 3 ноября умер Иоанн III Дука Ватац, и болгарские войска в ходе вторжения смогли захватить Кричим, Цепину и Перперик. Новый никейский император Феодор II Ласкарис перебросил войска из Малой Азии на Балканы и вернул себе захваченные болгарами города.
В конце 1255 года Михаил Асень заключил мирный договор с венграми, подкрепив его династическим браком с внучкой короля Белы IV и дочерью Ростислава Михайловича, бана Мачвы. После чего Ростислав Михайлович приобрёл большое влияние при дворе. В том же году болгарская армия вошла во Фракию и разбила никейцев вблизи Димотики. Ростислав Михайлович возглавил делегацию послов, отправившихся в Регину в 1254 году, однако без согласования с царем заключил с никейцами договор, по которому болгары возвращали им все захваченные земли без компенсации. Царь отказался признать это соглашение, что привело к его конфронтации со знатью и складыванию заговора. В 1256 году только 17-18-летний Михаил Асень был смертельно ранен во время охоты своим двоюродным братом Коломаном. Это убийство вызвало раздоры в Болгарии и борьбу за престол между тремя основными претендентами — Ростиславом Михайловичем, деспотом Мицо и боярином из Скопье Константином Тихом.
Михаил Асень остался в тени мощных исторических персонажей своего времени. Большую часть своего правления он оставался несовершеннолетним и не был способен проводить самостоятельную политику. Во время его правления Болгарское царство вступило в продолжительный период междоусобных войн.

## Семья
Михаил Асень был женат на Анне Ростиславне, дочери князя Ростислава Михайловича.